# Asian Kung-Fu Generation
 (juillet 2014).
Si vous disposez d'ouvrages ou d'articles de référence ou si vous connaissez des sites web de qualité traitant du thème abordé ici, merci de compléter l'article en donnant les références utiles à sa vérifiabilité et en les liant à la section « Notes et références ».
Pour les articles homonymes, voir AKG et AKFG.
Asian Kung-Fu Generation (アジアン・カンフー・ジェネレーション) (parfois AKG ou AKFG) est un groupe de rock japonais.
Même s'ils apparaissent rarement dans les talk-show ou émissions musicales, le groupe est de plus en plus impliqué dans ses chansons et dans l'actualité politique japonaise depuis l'accident nucléaire de Fukushima. Il a par exemple pris part au festival No Nukes en 2012 et 2013 avec d'autres groupes et personnalités internationales, et le chanteur Masafumi Gotō occupe le poste de rédacteur en chef du magazine The Future Times.

## Histoire

### Débuts
Asian Kung-Fu Generation est formé en 1996 à Yokohama par un groupe d'amis qui se sont rencontrés à la faculté, Masafumi Gotō et Kensuke Kita au chant et à la guitare et Takahiro Yamada au chant et à la basse ; Kiyoshi Ijichi ne les rejoint que plus tard à la batterie. S'ensuivent des concerts à l'université, dans des petites salles, où ils ne réalisent pas de bénéfices, tout en proposant à la vente, sur leur blog, leur album indépendant sous le label Kung-Fu Records.
Entre 1996 et 2000, ils proposeront sur leur blog mais aussi durant leur concert des CD et des cassettes audio de démo, une compilation avec des titres de leur groupe et du groupe Caramelman, puis leur tout premier album indépendant, The Time Past and I Couldn't See You Again. Entièrement chanté en anglais, le groupe sort en 2001 un second album indépendant, I'm Standing Here, toujours vendu sur internet et dans les salles de concerts.
On retrouve la chanson Konayuki dans les CD de démo et d'I'm Standing Here, qui sera largement diffusée à la radio et permettra au groupe de devenir populaire.

### Premiers albums et confirmation
En 2002, le groupe enregistre leur premier mini album Houkai Amplifier (崩壊アンプリファー) sous le label Under Flower Records, succès immédiat se plaçant no 1 au High Line Record Sales (magasin de groupes indies renommé) et no 35 au top Oricon. L'année suivante, la chanson Haruka Kanata (遥か彼方) est utilisée pour le second générique d'ouverture de l'animé Naruto, ce qui permet désormais au groupe de toucher les fans d'animations tant japonais qu'internationaux.
En 2003, ils enregistrent deux singles, Mirai no Karera et Kimi to Iu Hana (君という花) ainsi que leur premier album studio Kimi Tsunagi Five M (君繋ファイブエム), vendu à plus de 250 000 copies et classé no 5 au top Oricon durant la première semaine. Le groupe est invité en tant que guest star lors d'un concert du groupe anglais Fountains Of Wayne's après la sortie du single Kimi to Iu Hana (君という花).
En 2004, l'activité d'Asian Kung-Fu Generation augmente ainsi que leur popularité. Le 11 mars, ils remportent le prix de Best New Artist Video au Space Shower Music Video Awards pour le clip de Kimi to Iu Hana. Ils sortent quatre nouveaux singles dont Rewrite (リライト), utilisé comme quatrième opening de l'animé Fullmetal Alchemist. Les singles Siren (サイレン) et Loop & Loop (ループ&ループ) restent dans le haut du classement Oricon pendant deux mois, et le clip de Kimi no Machi Made est nommé dans la catégorie Meilleure Vidéo Rock au Space Shower Music Video Awards. Le groupe joue également dans plusieurs festivals durant l'été 2004, en organisant même l'un d'entre eux, le Nano-Mugen Festival. Ils sortent leur deuxième album Sol-fa (ソルファ), et leur premier DVD. Sol-fa se vend à plus de 700 000 exemplaires et reste classé durant deux semaines consécutives no 1 au top Oricon.
En 2005, la tournée Re:Re:, constituée de quarante-huit dates à travers le Japon, se déroule du 14 mars au 26 juin. Le 20 avril sort le deuxième DVD, Eizou Sakushin Shuu Vol.2 Live at Nippon Budoukan (『映像作品集 2巻 Live at 武道館』) classé no 1 du top Oricon DVD durant un mois. Ils organisent une nouvelle fois le Nano-Mugen Festival le 9 juillet à la Yokohama Arena : huit groupes, quatre japonais et quatre anglais, se produisent sur deux scènes. Asian Kung-Fu Generation joue également sur les principales scènes de la plupart des festivals d'été japonais, comme le SUMMER SONIC 05 (Tokyo & Osaka), ROCK IN JAPAN FEST, ARABAKI ROCK FEST ou RISING SUN ROCK FEST. Le 4 décembre, le groupe se produit au Yokohama BLITZ (横浜BLITZ) aux côtés d'une légende du rock japonais : Char, le père de Jesse du groupe Rize. Le groupe sort également le single Blue Train et participe au Countdown Japan le 30 décembre.

### Dixième anniversaire
L'année 2006 célèbre le dixième anniversaire du groupe. Pour célébrer cet événement, Asian Kung-Fu Generation sort le 15 février le single World Apart (ワールドアパート), suivi un mois plus tard du troisième album intitulé Fan Club (ファンクラブ). Le groupe donne un concert exclusif au lycée de Nikko pour les élèves qui entreront à l'université l'année suivante dans le cadre du concours Sotsugyou Live ~ MY GENERATION. Ils entament le 24 avril la tournée [count 4 my 8 beat] composée d'une quarantaine de dates à travers le Japon, et sortent un best-of "anniversaire" le 25 octobre, composé des faces B de leurs singles, 2 titres inédits et des enregistrements lors de différents concerts. Enfin, un nouveau single, Aru Machi no Gunjou, sort en décembre et servira de thème au film d'animation Amer béton.
En mars 2007 sort un DVD, Eizo Sakushin Shu 3, qui est un enregistrement live de la dernière tournée The star of a new season enregistré à la Yokohama Arena les 9 et 10 décembre 2006, accompagné d'un documentaire sur leurs répétitions en DVD bonus. Le 7 novembre sort leur nouveau single After Dark, dont la chanson éponyme servira d'opening à l'anime Bleach. En août, ils participent au Countdown Japan à Osaka et Tokyo, et donnent un concert en Corée le 22 décembre.
Le 6 février 2008, le single Korogaru Iwa, Kimi ni Asa ga Furu précède la sortie de l'album World, World, World qui sortira le 5 mars. Un DVD regroupant tous leurs clips sort le 26 mars, depuis Blackout jusqu'aux clips de deux titres de leur dernier album, World World World et Atarashii Sekai, ce dernier étant réalisé par Yusuke Nakamura, l'artiste qui dessine les pochettes du groupe. Le 11 juin sortira un mini-album, Imada Minu Asuni. Après l'organisation du Nano-Mugen festival, Asian Kung-Fu Generation prend part au Weezer festival les 13 et 15 septembre, Weezer est l'un des groupes favoris du chanteur Masafumi Gotō. Enfin ils sortiront le 5 novembre un nouvel album, Surf Bangaku Kamakura.

### Année de transition et renouveau
Jusqu'au 8 mars 2009 a lieu leur tournée Tour 2009 WORLD WORLD WORLD, dont le double-concert au Kamakura Museum fera l'objet du prochain DVD live du groupe. Le groupe annonce l'arrêt de son émission de radio School of Lock, dont ils ont animé plus de 170 émissions, et qu'ils utilisaient pour diffuser leurs nouvelles chansons et actus. Sort ensuite leur cinquième DVD, Eizo Sakushin Shu 5 : Live Archives 2008, regroupe treize extraits live datant de 2008, que ce soit au Nano-Mugen Festival, ou durant leur tournée TOUR 2008 SUICUP : The Final. En juin, Asian Kunk-Fu Generation se produit en Corée au Jisan Rock Valley, aux côtés de groupes comme Weezer, Jimmy Eat World et Oasis, entre autres. En juillet a lieu le Nano-Mugen Festival, avec à l'affiche de cette édition : Hard-Fi, Nada Surf, parmi d'autres. Pour l'occasion de la mini-compilation traditionnelle suivant le festival, le groupe composera Yoru no Call. Durant l'été, le groupe multipliera les performances, comme au Rock In Japan Festival ou au Sweet Love Shower. En octobre sort leur double DVD live Eizo Sakushin Shu 6 : Tour 2009 World World World. Ce DVD regroupera plus de trente-deux pistes, enregistrées sur deux jours au Kamakura Museum. Enfin, en décembre sort leur treizième single, Shinseiki no Love Song, qui sera également proposé en version collector CD+DVD avec quatre extraits live enregistrés en Corée durant l'été.
En février 2010, le groupe passe deux semaines à New York pour enregistrer deux nouvelles chansons en vue de leur prochain album. Le clip de Shinseiki no Love Song est nommé dans la catégorie Best Rock Video lors des SPACE SHOWER TV MUSIC VIDEO AWARDS. Leur quatorzième single Solanin, sorti fin mars, comporte deux pistes: la première, Solanin est la bande-annonce de l'adaptation au cinéma du manga du même nom, Solanin sorti sur les écrans japonais au mois d'avril ; la seconde piste du single est un remix de l'une de leurs chansons sortit en 2008, Mustang. Leur quinzième single, Maigo Inu to Ame no Beat, sorti en mai, servira d'opening à Yojō-Han Shinwa Taikei l'anime réalisé par Yusuke Nakamura. Le 23 juin sort leur sixième album, Magic Disk, également proposé en version CD+DVD avec un reportage d'Asian Kunk-Fu Generation à New York, enregistré début février. Le Nano-Mugen Festival a une fois de plus lieu en juillet, et consistera en une mini-tournée de cinq dates dans des villes différentes. Le 8 septembre débute leur tournée TOUR 2010-2011 VIBRATION OF MUSIC, qui comportera soixante-quatorze dates.

### Multiplication des projets
En janvier 2011 sort leur septième DVD, Eizo Sakushin Shuu 7kan, suivi le premier juillet de la cinquième compilation du Nano-Mugen Festival, contenant deux nouvelles chansons : All Right Part 2 et Hikari. Masafumi Gotō sort Suna no Ue pour aider les victimes du tremblement de terre. En novembre sort un nouveau single, Marching Band.
Le 18 janvier 2012 sort leur deuxième best-of, Best Hit AKG. Il est suivi en avril du single Kakato de Ai wo Uchinarase, puis de la sixième compilation du Nano-Mugen Festival, avec une nouvelle chanson appelée Yoru wo Koete. Le 25 juillet sort leur dix-huitième single, Soredewa, Mata Ashita, thème du nouveau film de Naruto, Naruto Shippuden: Road to Ninja avec la participation de son auteur Masashi Kishimoto. Leur septième album, Landmark, sort en septembre sous la forme de trois 3 éditions : une édition simple CD, une édition limitée CD+DVD, ainsi qu'une troisième édition CD+LP (limitées à près de 500 exemplaires) en rupture de stock peu de temps après sa mise en vente.
Le 20 février 2013 sort le single Ima wo Ikite, suivi le 13 mars du Blu-Ray/DVD Eizo Sakushin Shuu 8kan, Live at Tokyo International Forum. Enfin, ils entreprennent fin mai leur première tournée européenne : le 31 mai à Londres, au O₂ Academy Islington, le 2 juin à Paris, au Bataclan et le 3 juin à Cologne, au Gloria.

## Discographie
Les pochettes de leurs albums et singles sont réalisées par Yusuke Nakamura.

### Compilations
- (ja) Compilations du Festival Nano-Mugen

### Génériques d'animés
- Haruka Kanata (遥か彼方?) comme deuxième générique d'ouverture de Naruto ;
- Rewrite (リライト?) comme quatrième générique d'ouverture de Fullmetal Alchemist ;
- Aru Machi no Gunjou (或る街の群青?) comme thème du film Amer Béton (鉄コン筋クリート, Tekkon Kinkreet) ;
- After Dark (アフターダーク?) comme septième générique d'ouverture de Bleach ;
- Maigoinu to Ame no Beat (迷子犬と雨のビート?) comme opening de The Tatami Galaxy (四畳半神話大系, Yojō-Han Shinwa Taikei) ;
- Soredewa Mata Ashita (それでは、また明日?) comme thème du film Naruto Shippuden: Road to Ninja ;
- Solanin (ソラニン?) comme thème du film Solanin ;
- Ima wo Ikite (今を生きて?) comme thème du film Yokomichi Yonosuke ;
- Re:Re comme opening de Erased ;
- Blood Circulator (ブラッドサーキュレーター, Buraddosākyurētā?) comme dix-neuvième opening de Naruto Shippuden ;
- Kouya wo Aruke (荒野を歩け?) comme thème du film The Night Is Short, Walk on Girl.
- Dororo comme deuxième générique d'ouverture de Dororo

## Formation
- Masafumi Gotō : chant et Guitare
- Kensuke Kita : guitare et chant, chœurs
- Takahiro Yamada : basse
- Kiyoshi Ijichi : batterie